# Medieval II: Total war
Medieval II: Total War je strateška videoigra razvijalcev The Creative Assembly, ki je izšla leta 2002 pri založniku Sega. Je četrti del serije Total War. V osnovi je potezna strateška igra, bitke pa potekajo v realnem času in so taktično naravnane.
Igra je postavljena v srednji vek; kampanja se prične leta 1080, najprej na področju Evrope, severne Afrike in bližnjega vzhoda. Kasneje se dogajanje razširi na dobo odkritij in spremlja osvajanje Amerik.

## Možnosti igranja
Igralec lahko zbira med različnimi kampanjami (različni narodi) ter bitkami (hitra, narejena ter zgodovinska). Na voljo je tudi večigralski način preko interneta.

### Kampanje
Igralec lahko zbira med dolgo in kratko kampanjo in med 17 različnimi narodi. Lahko si nastavi zahtevnost same kampanje in bitk v njej.

## Narodi
Lahko izbirate med Anglijo,Škotsko,Bizantinskim imperijem,Svetim-Rimskim cesarstvom,Francijo,Španijo,čez čas napadejo še Timuridi in Mongoli,ko pa odkriješ Ameriko se spopadeš še z Azteki